# Heteropoda pedata magna
Heteropoda pedata là một phân loài nhện trong họ Sparassidae.
Loài này thuộc chi Heteropoda. Heteropoda pedata magna được Embrik Strand miêu tả năm 1909.